# Michael de la Pole (1er comte de Suffolk)
Pour les articles homonymes, voir Michael de la Pole.
Michael de la Pole (v. 1330 – 5 septembre 1389, Paris), 1er comte de Suffolk, fut un financier anglais et Lord chancelier d'Angleterre.

## Biographie
Il est le fils aîné de William de la Pole, de Kingston-upon-Hull (mort en 1366), financier et marchand d'origine inconnue, et de Katherine Norwich, fille de Walter Norwich. Son père est un marchand de laine de Hull qui devient un personnage clé pendant le règne d'Édouard III d'Angleterre. Après la chute des familles Bardi et Peruzzi, il devient responsable des finances d’Édouard. Michael jouit d’une popularité encore plus grande que celle de son père à la cour, devenant l’un des plus intimes amis du successeur d’Édouard, Richard II.
Michael de la Pole est nommé chancelier en  1383, et fait comte de Suffolk en 1385, devenant ainsi le premier dans sa famille à porter un quelconque titre. Toutefois, à la fin des années 1380, il voit sa chance tourner. Au cours du Merveilleux Parlement de 1386, il est démis de ses fonctions de chancelier pour négligence et détournement de fonds, victime des tensions croissantes entre le Parlement et Richard,.
Même après cette disgrâce, il conserve la confiance du roi. Mais il sera l’un des nombreux proches du roi accusés de trahison par les Lords Appellant. Après la victoire des Appellant à la bataille de Radcot Bridge (décembre 1387) et avant que l’Impitoyable Parlement ne se réunisse en février 1388, de la Pole s’enfuit à Paris, échappant ainsi au funeste destin de Nicolas Brembre et Robert Tresilian. Il demeure en France pour le restant de ses jours. Condamné en son absence, ses titres lui sont retirés.
Jean Froissart décrit de la Pole dans ses Chroniques comme un conseiller incompétent, qui dissuade Richard de poursuivre une victoire certaine sur les Français et les Écossais à Cumberland, et ayant des suspicions déplacées sur Jean de Gand.

## Descendance
Les descendants de la Pole ont un rôle important dans la vie politique des deux siècles suivants :
- Son fils Michael de la Pole (1367-1415), 2e comte de Suffolk est un partisan d’Henri IV et opposant à Richard. Il retrouve les titres de son père lors de l’accession au trône d’Henri en 1399, et meurt lors du siège d'Harfleur. Il épouse Katherine Stafford, fille d'Hugh[5]. Ses deux fils Michael et William ainsi que sa fille Élisabeth, suivent :
  - Élisabeth de la Pole est la mère de Marguerite Kerdeston, comtesse de Kendal, femme de Jean de Foix, d'où les Foix-Candale.
  - Michael de la Pole (1394-1415), 3e comte de Suffolk, meurt à la bataille d'Azincourt.
  - William de la Pole (1396-1450), 4e comte puis 1er duc de Suffolk, époux d'Alice Chaucer (fille de Thomas Chaucer et petite-fille du poète Geoffrey Chaucer), est nommé Lord Chamberlain sous Henri VI et devient le véritable maître du pouvoir en Angleterre en 1447-1450, avant d’être assassiné en exil en mai 1450.
    - John de La Pole (1442-1492), 2e duc de Suffolk, fils de William, épouse la princesse Élisabeth d'York (tante par alliance d'Henri VII Tudor, et sœur d'Édouard IV).
      - John, Edmond et Richard de la Pole, fils du 2e duc John et d'Elisabeth d'York, mènent successivement des rébellions contre leurs cousins Tudors en 1487, 1501 et 1514-1525 : John, comte de Lincoln, meurt prédécédé à la bataille de Stoke dès 1487 ; Henry VIII fait exécuter Edmond en 1513 ; Richard meurt à Pavie en 1525 au service de François Ier : on dit qu'il laisse une fille naturelle, Marguerite de la Pole Suffolk, dame d'honneur de la reine de Navarre, qui épousa le 21 mai 1539 à Fontainebleau Siboud de Brénieu, co-seigneur de La Motte-de-Galaure (Postérité, dont Elisabeth de Brénieu (née vers 1539), mariée en 1564 à Jean de Secondat de Roquefort (voir à cet article) ; ce sont les trisaïeuls de Montesquieu par leur fils Jacob de Secondat).